# Локальна теорема Муавра — Лапласа
Локальна теорема Муавра — Лапласа описує наближення нормального розподілу до біноміального розподілу. Є окремим випадком центральної граничної теореми.

## Теорема
Якщо {\displaystyle n\rightarrow \infty }, тоді для k в {\displaystyle {\sqrt {npq}}}-околі точки np, існує наближення
{\displaystyle \left({\begin{array}{c}n\\k\end{array}}\right)p^{k}q^{n-k}\simeq {\frac {1}{\sqrt {2\pi npq}}}e^{-(k-np)^{2}/2npq},\ \ p+q=1,\ p>0,\ q>0.}
Гранична форма теореми стверджує, що
{\displaystyle {\frac {{\sqrt {2\pi npq}}\left({\begin{array}{c}n\\k\end{array}}\right)p^{k}q^{n-k}}{e^{-(k-np)^{2}/2npq}}}\rightarrow 1}
для {\displaystyle n\rightarrow \infty .}

## Додаток
Можливо, формулювання стає ясним не відразу, проте практичний зміст теореми простий: при великих значеннях n імовірність спостерігаючи рівно m успіхів можна приблизно розраховувати за формулою: {\displaystyle P(\mu _{n}=m)\approx {\frac {1}{\sqrt {2\pi npq}}}e^{-(m-np)^{2}/2npq}}
Якщо вас цікавить імовірність того, що число успіхів буде лежати в деяких межах - {\displaystyle P(m_{1}\leq \mu _{n}\leq m_{2})} - у розрахунках допомагає інтегральна теорема Муавра-Лапласа.